# 빅 컨츄리
《위대한 서부》(영어: The Big Country)는 1958년 개봉한 미국의 서사, 서부 영화이다. 윌리엄 와일러가 감독을 맡았으며, 도널드 해믈턴의 동명의 소설이 영화의 원작이다.

## 한국어 더빙 성우진 (KBS, 1997년 11월 16일)
- 이강식 - 맥케이 (그레고리 펙)
- 장유진 - 줄리 (진 시몬즈)
- 권희덕 - 패트리샤 (캐롤 베이커)
- 유강진 - 스티브 리치 (찰톤 헤스톤)
- 이완호 - 테릴 소령 (찰스 빅포드)
- 한상덕 - 루퍼스 해너시 (벌 아이브스)
- 김정호 - 벅 해너시 (척 코너스)
- 유지영
- 신흥철
- 임성표
- 홍승섭